# 壓力線
壓力線（Resistance line），又稱為阻力線，投資學裡技術分析名詞，是將K線圖中兩個波段的高點相連而成的線。
在下降趨勢中，股價反彈碰到壓力線就漲不上去，通常壓力線被視為賣出股票的參考時機。在下跌趨勢的空頭市場，留意下跌趨勢壓力線是否被突破，突破表示波段跌勢結束；未突破則是反彈賣點。
多頭（上漲）看支撐，空頭（下跌）看壓力。留意收盤價跌破或突破，趨勢可能反轉是出場（賣出／放空）或進場（買進／回補）的契機。

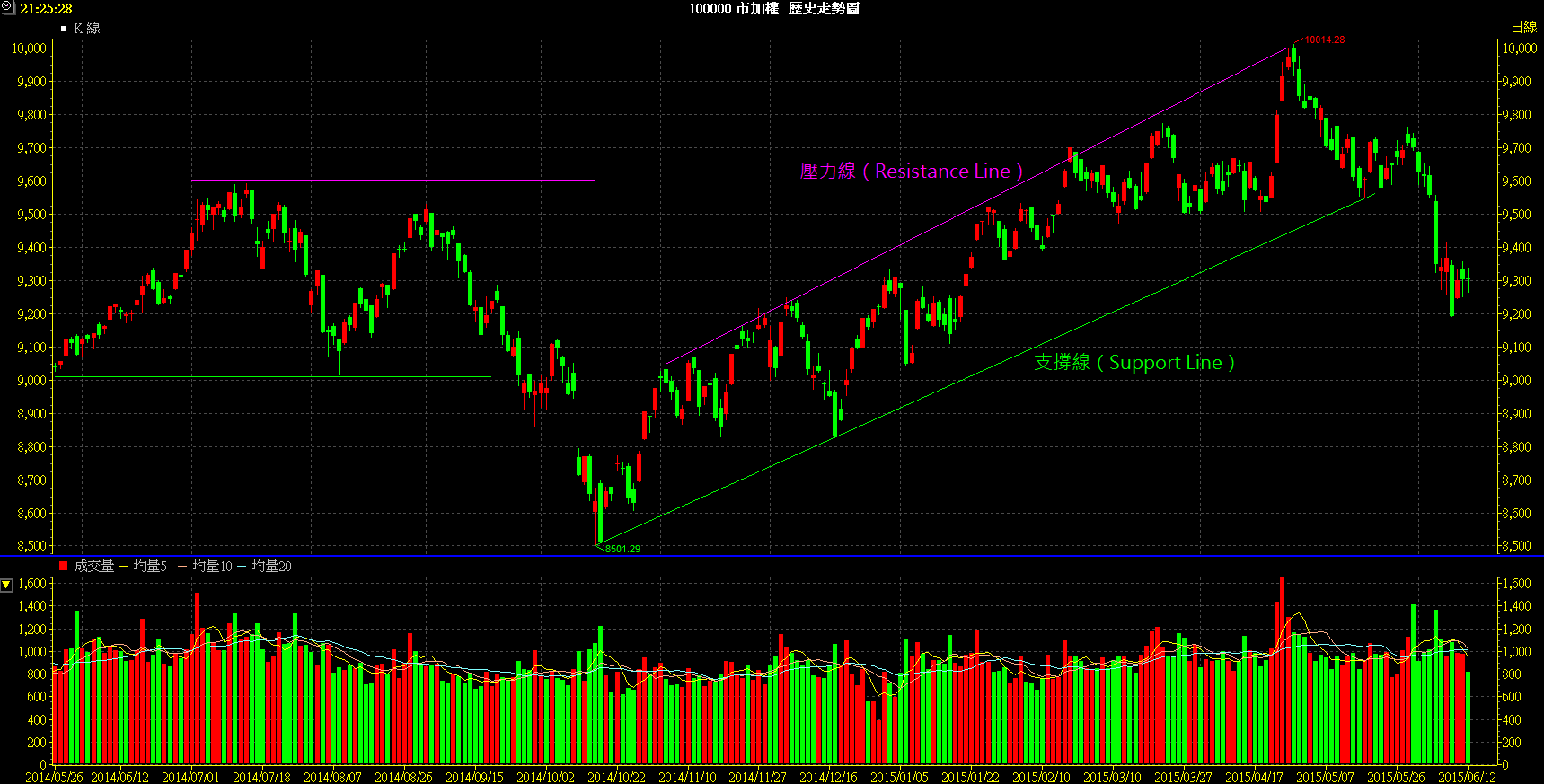
技術分析：壓力線與支撐線

## 內部連結
- 技術分析
- 支撐線